# Amatlán de los Reyes (municipalité)
La municipalité de Amatlán de los Reyes est l'une des 212 municipalités de l'État de Veracruz, et est située dans la partie centrale de cet État. Elle se situe à l'ouest du golfe du Mexique, sur les contreforts de la chaîne de montagnes de la Sierra Madre orientale, et se retrouve à cheval sur deux bassins versants : celui du fleuve Río Jamapa au nord, avec la rivière Río Cotaxtla, et celui du fleuve Río Papaloapan au sud, avec la rivière Río Zapote. Son chef-lieu est la ville éponyme de Amatlán de los Reyes. Elle dépend de la région administrative de Las Montañas, qui est une des 10 subdivisions administratives de l'État de Veracruz. Elle fait également partie de la "Zona metropolitana de Córdoba", qui regroupe autour de la ville de Córdoba les municipalités faisant partie de sa sphère d'influence.

## Géographie
La municipalité de Amatlán de los Reyes s'étend du nord sur les bassins versants de deux fleuves : le Río Jamapa et le Río Papaloapan. La partie nord de son territoire est traversée par les rivières Río Atoyac et Río Cotaxtla, qui confluent plus à l'est. Le Río Cotaxtla est le principal tributaire du fleuve Río Jamapa. Plus au sud, la municipalité est traversée par la rivière Zapote, affluent de la rivière Río Blanco, elle-même affluente au nord du fleuve Río Papaloapan. Assise sur les piémonts et les contreforts de la chaîne de montagnes de la Sierra Madre orientale, son altitude oscille entre 500 et 1300 mètres. Son chef-lieu, la ville éponyme de Amatlán de los Reyes, se situe dans la partie sud-ouest de son territoire, dans la périphérie est de la ville de Córdoba, en situation de conurbation. Son territoire couvre une superficie de 151,1 km2, et était peuplé en 2020 de 46 955 habitants, pour une densité de 310,9 habitants par km2.
La municipalité fait partie de la Zona metropolitana de Córdoba (es), qui est composée des municipalités de Amatlán de los Reyes, Córdoba, Fortín et Yanga.
Elle est limitrophe au nord de celle de Ixhuatlán del Café, à l'ouest de celle Córdoba, au sud de celles de Fortín, de Naranjal, de Coetzala, de Omealca, et de Cuichapa, et à l'est de celles de Yanga et de Atoyac.

## Composition et démographie
La municipalité était composée en 2020 de 75 localités, dont 4 étaient considérées comme urbaines, les autres étant rurales.
| Localité                         | Population |
| -------------------------------- | ---------- |
| Amatlán de los Reyes             | 10 888     |
| Peñuela                          | 5411       |
| Paraje Nuevo                     | 4206       |
| Guadalupe (La Patrona)           | 3652       |
| Manuel León (San José de Gracia) | 2287       |
| Reste des localités              | 20 511     |
| Total population                 | 46 955     |

En plus de l'espagnol, plusieurs langues amérindiennes sont parlées dans la municipalité, dont les principales sont par ordre d'importance : le nahuatl et dans une moindre mesure le mazatèque.

## Histoire

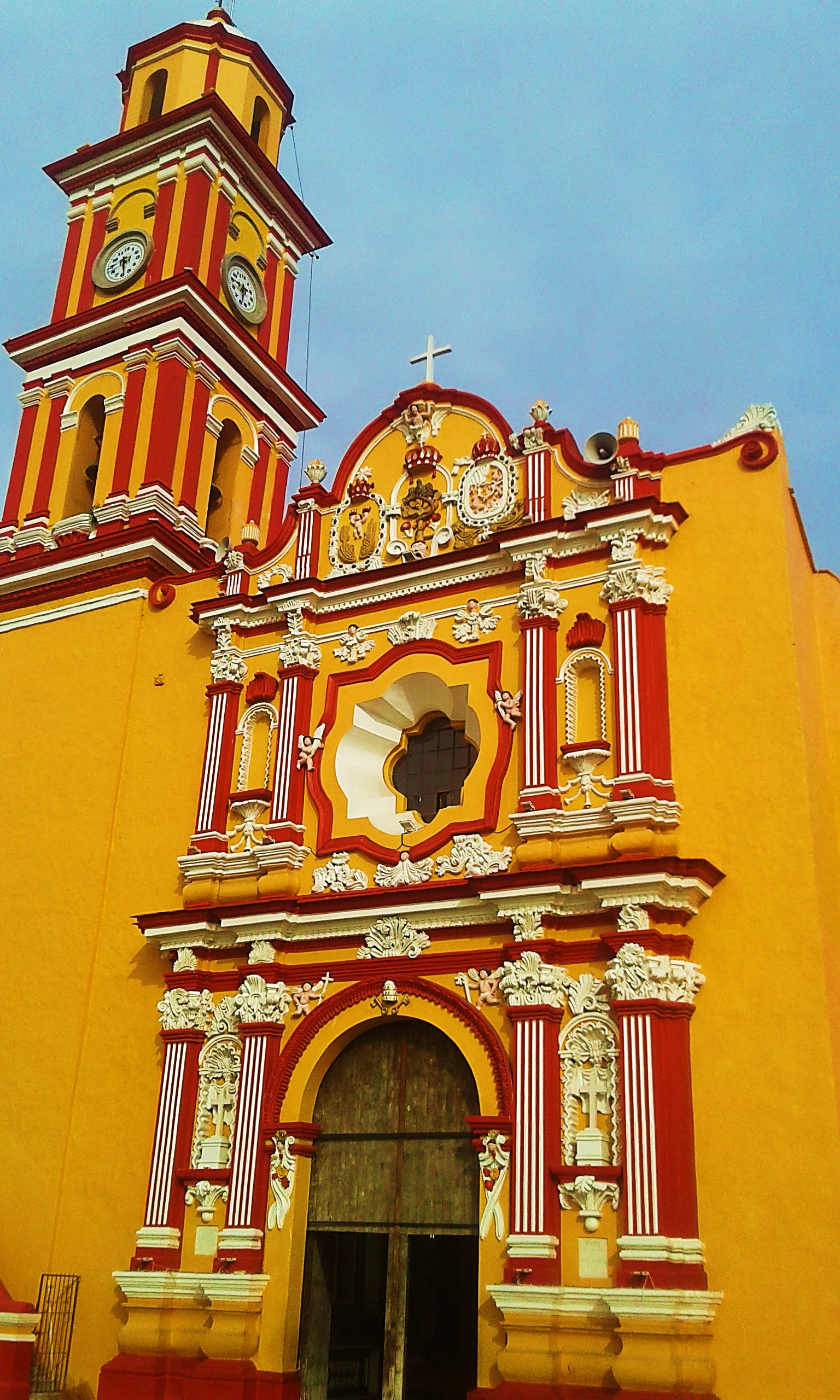
Église des Saints Rois

L'église paroissiale d'Amatlán de los Reyes, dédiée aux Saints Rois (Santos Reyes), fut érigée en 1547.
En 1640 est fondée l'hacienda de Guadalupe, tandis qu'une autre hacienda ancienne est connue sous le nom de Santa Ana.
La municipalité d'Amatlán de los Reyes a à deux reprises cédé des parts de son territoire, en 1882 pour la création de la municipalité de Cuichapa, et en 1916 pour la création de celle d'Atoyac.

## Économie

### Agriculture et élevage
La superficie des parcelles semées représentait en 2019 une surface totale de 3806 hectares, parmi lesquels 1970 hectares étaient voués à la culture du caféier, 1700 hectares étaient voués à la culture de la canne à sucre, et 113 hectares étaient vous à celle du maïs.
En 2020, la production de viande par tonnes comprenait 3 tonnes de viande bovine, 376,5 tonnes de viande porcine, 6,1 tonnes de viande ovine, 17 067,9 tonnes de volailles, et 0,7 tonne de dinde. La superficie vouée à l'élevage représentait alors 220 hectares.